# Korpholmen (vid Bylandet, Raseborg)
Korpholmen är en ö i Finland. Den ligger i Finska viken och i kommunen Raseborg i den ekonomiska regionen  Raseborg i landskapet Nyland, i den södra delen av landet. Ön ligger omkring 73 kilometer väster om Helsingfors.
Öns area är 2,2 hektar och dess största längd är 230 meter i öst-västlig riktning. Ön höjer sig omkring 15 meter över havsytan.